# 나나와촌 (아오모리현)
나나와촌(七和村)은 아오모리현 기타쓰가루군에 설치되었던 촌이다.

## 연혁
- 1889년 4월 1일 - 정촌제 시행에 의해 기타쓰가루군 하노키자와촌,다와라모토촌, 모치고자와촌, 원자촌, 다카노촌, 마에다노메촌, 시모이시카와촌을 합병하여 시치와촌을 발족하였다.
- 1956년 9월 30일 - 오이자 시타이시카와를 미나미쓰가루군 나미오카정에 편입해, 그 외의 촌역을 고쇼가와라시에 편입해 소멸하였다.